# Communauté de communes Bouilly-Mogne-Aumont
Die Communauté de communes Bouilly-Mogne-Aumont war ein französischer Gemeindeverband mit der Rechtsform einer Communauté de communes im Département Aube in der Region Grand Est. Sie wurde am 15. Dezember 2010 gegründet und umfasste 24 Gemeinden. Der Verwaltungssitz befand sich im Ort Bouilly.

## Historische Entwicklung
Am 1. Januar 2017 wurde der Gemeindeverband mit der Communauté d’agglomération Grand Troyes und den Communauté de communes, Seine Melda Coteaux und Seine Barse sowie den Gemeinden Bucey-en-Othe, Estissac, Fontvannes, Messon, Prugny und Vauchassis aus der Communauté de communes des Portes du Pays d’Othe zur Communauté d’agglomération Troyes Champagne Métropole zusammengeschlossen.

## Ehemalige Mitgliedsgemeinden
1. Assenay
2. Les Bordes-Aumont
3. Bouilly
4. Cormost
5. Crésantignes
6. Fays-la-Chapelle
7. Javernant
8. Jeugny
9. Laines-aux-Bois
10. Lirey
11. Longeville-sur-Mogne
12. Machy
13. Maupas
14. Montceaux-lès-Vaudes
15. Roncenay
16. Saint-Jean-de-Bonneval
17. Saint-Pouange
18. Sommeval
19. Souligny
20. La Vendue-Mignot
21. Villemereuil
22. Villery
23. Villy-le-Bois
24. Villy-le-Maréchal

## Quelle
1. ↑  Arrêté n° DCDL-BCLI-2016336-0003 du 1er décembre 2016 portant fusion-extension de la communauté d’agglomération du Grand Troyes aux communautés de communes Seine Melda Côteaux, Seine Barse, Bouilly Mogne Aumont et aux communes de Bucey-en-Othe, Estissac, Fontvannes, Messon, Prugny et Vauchassis